# ピョートルクフ県

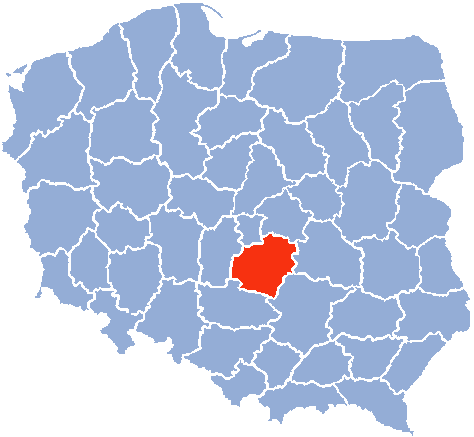
ピョートルクフ県

ピョートルクフ県（ピョートルクフけん、ポーランド語: województwo piotrkowskie）は、1975年から1998年まで存在したポーランドの行政区分・地方行政単位である。1999年1月1日の地方行政区画の改正にともないウッチ県になった。県都はピョートルクフ・トルィブナルスキ。

## 主要都市（人口は1995年時点）
- ピョートルクフ・トルィブナルスキ（81,100人）
- トマシュフ・マゾビエツキ（70,000人）
- ベウハトゥフ（59,900人）
- ラドムスコ（51,100人）
- オポチュノ（21,900人）